# Ju-jitsu sportowe
Ju-jitsu sportowe – dyscyplina sportów walki wywodząca się z tradycyjnego ju-jutsu. Łączy techniki uderzeń, rzutów oraz walki w parterze. Zawody w sportowym ju-jitsu rozgrywane są w kilku konkurencjach: Fighting, Ne-Waza i Duo System.

## Fighting[1]
Fighting jest uważany za jedną z najbardziej dynamicznych konkurencji w Ju-jitsu sportowym, która łączy elementy uderzeń, rzutów oraz technik parterowych. Walka w tej formule jest podzielona na 3 fazy:
1. Faza uderzeń – zawodnicy mogą wyprowadzać uderzenia i kopnięcia.
2. Faza rzutów – po chwyceniu przeciwnika zawodnicy nie mogą uderzać i starają się wykonać skuteczny rzut.
3. Faza parteru – po sprowadzeniu walki (np. poprzez rzut) do 3 fazy zawodnicy starają się założyć dźwignie bądź duszenie oraz kontrolować przeciwnika.

### Punkty
W każdej z trzech faz można zdobyć 2 rodzaje punktów: Ippon oraz Waza-ari, które przyznawane są m.in. za skuteczność i technikę.
Walka w konkurencji fightng kończy się na kilka sposobów, główne to:
- Wygrana przez FULL IPPON – gdy zawodnik przed upływem czasu w każdej z trzech faz zdobył Ippon to kończy się walka.
- Wygrana na punkty – jeśli żaden z zawodników po upływie czasu nie wygra przez FULL IPPON to zwycięzcą jest ten, kto zdobył więcej punktów.
- Dyskwalifikacja (HANOSOKUMATE) – zawodnik zastosował niedozwolone techniki.

## Ne-Waza[2]
Ne-Waza to konkurencja koncentrująca się na walce w parterze. Zawodnicy dążą do uzyskania dominującej pozycji na macie, a następnie do wykonania dźwigni lub duszeń, które zmuszą przeciwnika do poddania się. Ne-Waza charakteryzuje się intensywną rywalizacją, gdzie kontrola pozycji i technika odgrywa kluczową rolę. Punkty przyznawane są za m.in. przejścia gardy, przetoczenia, kontrola zza pleców. Walka kończy się, gdy jeden z zawodników zmusi drugiego do poddania lub upłynie czas.

## Duo System[3]
Duo System to unikalna konkurencja w Ju-jitsu sportowym, która skupia się na zaprezentowaniu układów samoobrony. Pary zawodników rywalizują między sobą pokazując zestawy przygotowanych technik obejmując również obronę przez przeciwnikiem uzbrojonym (np. w pałkę teleskopową czy nóż). Wygrywa para, która zaprezentowała wyższy poziom techniczny, realizmu ataku, dynamiki i efektywności. Duo System wymaga od zawodników doskonałej synchronizacji i współpracy.

## Organizacje
Największą organizacją Ju-jitsu sportowego jest działająca na skalę światową Międzynarodowa Federacja Ju-Jitsu (JJIF) ang. Ju-jitsu International Federation.
Na terenie Europy działa Europejska Unia Ju-Jitsu (JJEU) ang. Ju-jitsu European Union
W Polsce największą organizacją jest Polski Związek Ju-Jitsu Sportowego.